# Grijskruinbladvogel
De grijskruinbladvogel (Chloropsis lazulina) is een vogel uit de familie van de bladvogels (Chloropseidae) die voorkomt van in Zuid-China. De vogel leeft vooral in het hoge bladerdek in regenwouden.

## Kenmerken
De vogel is gemiddeld 17,5 cm lang en lijkt sterk op de oranjebuikbladvogel (C. hardwickii) en werd daarom vroeger als een ondersoort beschouwd. Bij deze soort heeft het mannetje een grijze in plaats van een groene kruin en het vrouwtje heeft geen oranje op de buik.

## Verspreiding en leefgebied
De broedgebieden van de grijskruinbladvogel liggen in China, Indochina en het eiland Hainan.
Er zijn twee ondersoorten:
- C. l. melliana: zuidoostelijk China, noordelijk en centraal Vietnam.
- C. l. lazulina: Hainan.

## Status
De oranjebuikbladvogel heeft een groot verspreidingsgebied en daardoor is de kans op uitsterven gering. De grootte van de populatie is niet gekwantificeerd maar gaat in aantal achteruit. Het tempo van achteruitgang ligt onder de 30% in tien jaar (minder dan 3,5% per jaar). Om deze redenen staat deze bladvogel als niet bedreigd op de Rode Lijst van de IUCN.